# Æblemostreglementet (film)
Æblemostreglementet (eng: The Cider House Rules) er en amerikansk dramafilm fra 1999 instrueret af Lasse Hallström og baseret på John Irvings roman af samme navn. John Irving skrev også manuskriptet til filmen og vandt selv en Oscar for bedste filmatisering. Derudover var filmen nomineret til seks andre Oscars, bl.a. for bedste film, bedste instruktør og bedste musik, men vandt for bedste mandlige birolle (Michael Caine).

## Medvirkende
- Tobey Maguire som Homer Wells
- Michael Caine som Dr. Wilbur Larch
- Charlize Theron som Candy Kendall
- Paul Rudd som Lt. Wally Worthington
- Delroy Lindo som Arthur Rose
- Erykah Badu som Rose Rose
- Heavy D som Peaches
- Kieran Culkin

## Ekstern henvisning
- Æblemostreglementet på Internet Movie Database (engelsk)
- Æblemostreglementet på Filmdatabasen
- Æblemostreglementet på Scope
- Æblemostreglementet i Svensk Filmdatabas (svensk)
- Æblemostreglementet på AlloCiné (fransk)
- Æblemostreglementet på MovieMeter (nederlandsk)
- Æblemostreglementet på AllMovie (engelsk)
- Æblemostreglementet hos American Film Institute (engelsk)
- Æblemostreglementets profil hos Encyclopædia Britannica Online (engelsk)
- Æblemostreglementet på Turner Classic Movies (engelsk)